# エリック・ナドセン
エリック・ナドセン（Erik Knudsen、1988年3月25日 - ）は、カナダの俳優。
Knudsenは「ヌードセン」「クヌードセン」「ヌドセン」とも表記される。

## 出演作品
- コンティニアムCPS特捜班 Continuum (2012-2015) - アレック・サドラー ※シーズン1から4
- デビルズ・フォレスト 悪魔の棲む森 The Barrens (2012) - ライアン
- スクリーム4: ネクスト・ジェネレーション Scream 4 (2011) - ロビー
- ビーストリー Beastly (2011) - トレイ
- スコット・ピルグリム VS. 邪悪な元カレ軍団 Scott Pilgrim vs. the World (2010) - クラッシュ
- フラッシュポイント -特殊機動隊SRU- Flashpoint (2008) シーズン1の1エピソード
- ジェリコ 閉ざされた街 Jericho (2006-2008) - デイル・ターナー ※シーズン1、2
- ソウ2 Saw II (2005) - ダニエル
- コートに賭ける奇跡 Full-Court Miracle (2003) - TJ・マーフィ ※テレビ映画
- 堕ちた弁護士 -ニック・フォーリン- The Guardian (2001-2002) - ハンター・リード ※シーズン1の4エピソード
- ダーク・インフェルノ Blackout (2001) - イアン・ロビンス ※テレビ映画
- カミング・アウト Common Ground (2000) - ジョニー・バロウズの若年期 ※テレビ映画、WOWOW放映時のタイトルは『カミング・アウト 3つの愛』